# Обласна анализа
У софтверском инжењерингу, обласна анализа, или анализа линије производа, је процес анализирања повезаних софтверских система у области за налажење њихових заједничких и варијабилних делова. Она је модел ширег пословног контекста за систем. термин је настао у раним 1980им од стране Џејмса Небрса. Обласна анализа је прва фаза обласног инжењерства. Оно је кључна метода за схватање систематске софтверске поновне употребе.
Обласна анализа производи обласне моделе користећи методологије као што су обласно специфичани језици, табеле карактеристика, аспектне таблице, аспектни шаблони, и опште архитектуре, које описују све системе у области. Неколико методологија за обласну анализу су биле предложене.
Производи или, "артефакти", обласне анализе су понекад објектно-оријентисани модели (нпр. представљени са уједињеним језиком за моделовање (УМЛ)) или модели података представљени са моделима објекти-везе (ЕРД). Софтверски програмери могу да користе ове моделе као базу за имплементацију софтверских архитектура и апликација. Овај приступ обласној анализи се понекад назива моделом вођено инжењерство.
у информатици, термин "обласна анализа" је предложен у 1995 од стране Биргера Хјорланда и Х. Албрешстена.

## Обласно аналитичке технике
Неколико обласно аналитичких техника су идентификоване, предложене и развијене због различитости у циљевима, областима, и умешаним процесима.
- ОАОПУ: Обласна анализа и Окружење поновне употребе ,
- Функционо оријентисана објектана анализа (ФООА)
- ИДЕФ0 за обласну анализу